# Falhas e Fífias
Falhas e Fífias foi um programa de televisão produzido pela RTP no ano de 1995. Apresentado por Nicolau Breyner e realizado por Paulo Rosa.

## Resumo
Falhas e Fífias foi' um programa apresentado por Nicolau Breyner, realizado por Paulo Rosa, cujo objectivo principal é mostrar as falhas, os enganos e as gafes que acontecem nos programas de televisão, contando sempre com duas entrevistas a actores que participam nos diversos programas televisivos.

## Convidados
- 01º Programa - Manuel Cavaco, Ana Bola e Maria Rueff
- 02º Programa - Filomena Gonçalves, Sofia Alves e José Raposo
- 03º Programa - Marina Mota e Vítor de Sousa
- 04º Programa - Margarida Carpinteiro, Carlos César e Isabel Medina
- 05º Programa - Victor Emanuel, Florbela Queiroz e Morais e Castro
- 06º Programa - Helena Isabel, Ricardo Carriço e Cláudia Negrão
- 07º Programa - Rosa do Canto, Ana Zanatti e  Fernando Mendes
- 08º Programa - Maria de Lima, Victor Norte e António Montez
- 09º Programa - Ana Bustorff e Miguel Melo
- 10º Programa - Moita Flores e Luís Esparteiro
- 11º Programa - Alexandra Lencastre e Alexandra Leite
- 12º Programa - Henrique Viana e Miguel Guilherme
- 13º Programa - Igor Sampaio e Catarina Avelar
- 14º Programa - José Pedro Gomes e Armando Cortez